# Milano-Sanremo 2007
La Milano-Sanremo 2007, novantottesima edizione della corsa, si disputò il 24 marzo 2007 e fu vinta da Óscar Freire, con il tempo di 6h43'50". La corsa era valida come prova dell'UCI ProTour.
Alla partenza, alle 9.32 a Milano, erano presenti 197 corridori di cui 160 portarono a termine il percorso.
In occasione del centenario dalla nascita della Milano-Sanremo i preliminari della corsa si svolgono al Castello Sforzesco (non accadeva dal 1982) e ritorna la passerella dei corridori.

## Percorso
La competizione si è svolta sul percorso tradizionale di questi ultimi anni, con il Passo del Turchino e il passaggio da Capo Mele, Capo Cervo, Capo Berta e la salita del Poggio a pochi chilometri dall'arrivo in via Roma.

## Squadre partecipanti
| N.      | Cod. | Squadra                          |
| ------- | ---- | -------------------------------- |
| 1-8     | LIQ  | Liquigas                         |
| 11-18   | ASA  | Acqua & Sapone-Caffè Mokambo     |
| 21-28   | A2R  | AG2R Prévoyance                  |
| 31-38   | AST  | Astana Team                      |
| 41-48   | BAR  | Barloworld                       |
| 51-58   | BTL  | Bouygues Télécom                 |
| 61-68   | GCE  | Caisse d'Epargne                 |
| 71-78   | PAN  | Ceramiche Panaria-Navigare       |
| 81-88   | COF  | Cofidis, le Crédit par Téléphone |
| 91-98   | C.A  | Crédit Agricole                  |
| 101-108 | DSC  | Discovery Channel                |
| 111-118 | EUS  | Euskaltel-Euskadi                |
| 121-128 | FDJ  | Française des Jeux               |

| N.      | Cod. | Squadra                |
| ------- | ---- | ---------------------- |
| 131-138 | GST  | Gerolsteiner           |
| 141-148 | LAM  | Lampre-Fondital        |
| 151-158 | PRL  | Predictor-Lotto        |
| 161-168 | QSI  | Quick Step-Innergetic  |
| 171-178 | RAB  | Rabobank               |
| 181-188 | SDV  | Saunier Duval-Prodir   |
| 191-198 | CSC  | Team CSC               |
| 201-208 | LPR  | Team LPR               |
| 211-218 | MRM  | Team Milram            |
| 221-228 | TCS  | Tinkoff Credit Systems |
| 231-238 | TMO  | T-Mobile Team          |
| 241-248 | UNI  | Unibet.com             |

## Ordine d'arrivo (Top 10)
| Pos. | Corridore           | Squadra       | Tempo    |
| ---- | ------------------- | ------------- | -------- |
| 1    | Óscar Freire        | Rabobank      | 6h43'59" |
| 2    | Allan Davis         | Discovery Ch. | s.t.     |
| 3    | Tom Boonen          | Quick Step    | s.t.     |
| 4    | Robbie McEwen       | Predictor     | s.t.     |
| 5    | Stuart O'Grady      | Team CSC      | s.t.     |
| 6    | Erik Zabel          | Team Milram   | s.t.     |
| 7    | Gabriele Balducci   | Acqua & Sap.  | s.t.     |
| 8    | Alessandro Petacchi | Team Milram   | s.t.     |
| 9    | Vicente Reynés      | C. d'Epargne  | s.t.     |
| 10   | Robert Hunter       | Barloworld    | s.t.     |